# 班隆县
班隆縣是位於柬浦寨東北部臘塔納基里省的一個縣。1998年，班隆縣總人口數一共有16999人。2020年，班隆縣被劃分為4個區，並進一步被劃分為19個鄉。 